# AROS Research Operating System
Amiga Research Operating System (AROS) är ett fritt operativsystem inspirerat av AmigaOS och körs på x86- och PowerPC-datorer.